# Piper steyermarkii
Piper steyermarkii är en pepparväxtart som beskrevs av Truman George Yuncker. Piper steyermarkii ingår i släktet Piper och familjen pepparväxter. Inga underarter finns listade i Catalogue of Life.